# Атропин
Атропин је молекул (отровни алкалоид) добијен из велебиља (Atropa belladona) и бунике (Hyosciamus). Он је секундарни метаболит тих биљака.
Атропин се користи као лек са широким спектром ефеката, нпр. против болести срца и нерава. Он је компетитивни антагонист за мускаринске ацетилхолинске рецепторе, типове M1, M2, M3, M4 i M5. Атропин се класификује као антихолинергички лек (парасимпатолитик). Он је основини лек на  листи есенцијалних лекова.

## Карактеристике молекула
Молекулска формула атропина је . Бели кристали или бео кристалан прах. Раствара се у етанолу, етру и хлороформу и глицерину; слабије у води. Тачка топљења 114 до 116°. Атропин је естар тропина и алфа-фенилхидроксилне киселине. Сапонификацијом се може превести у тропин. Употребљава се у медицини.